# Pomacea quinindensis
Pomacea quinindensis е вид коремоного от семейство Ampullariidae.

## Разпространение
Видът е разпространен в Еквадор.